# Határozatlan integrál
A matematikában, ezen belül az analízis területén, az antiderivált, primitív függvény, vagy más néven határozatlan integrál, az integrálszámítás egyik legfontosabb fogalma. Egy {\displaystyle f} függvény antideriváltja egy olyan {\displaystyle F} függvény, melynek deriváltja egyenlő {\displaystyle f} függvénnyel, gyakori jelölés szerint {\displaystyle F'=f}. A primitív függvény, ha létezik, mint függvény, sosem egyértelmű (innen ered a „határozatlan” integrál elnevezés); egyes szerzők az antideriváltat így függvények egy bizonyos halmazának tekintik.
Az eljárást (a konkrét számítási módszertől eltekintve), amikor kiszámítjuk egy függvény antideriváltját, határozatlan integrálásnak is hívják, azonban magyar nyelvterületen sokkal használatosabb az antideriváltra a „primitív függvény” elnevezés („primitív” = eredeti, megelőző).
A határozatlan integrálás (antiderivált) szorosan kapcsolódik a határozott integrálhoz a Newton–Leibniz-tételen keresztül (amelyet néha az analízis alaptételének is neveznek), miszerint egy intervallumban egy függvény határozott integrálja egyenlő a primitív függvényeknek (antideriváltaknak) az intervallum végpontjain felvett értékeinek különbségével.
A primitív függvény meghatározása történhet elemi függvények integráljának ismeretével, geometriai módszerekkel, számítást leegyszerűsítő módszerekkel, viszont egy tetszőleges függvény antideriváltjának kiszámítása van, hogy csak közelítő módszerek alkalmazásával lehetséges.

## Bevezető példák

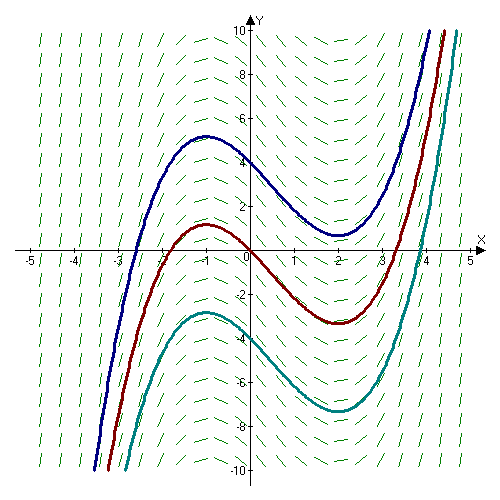
Az függvény néhány lehetséges eltolása különböző konstansokra.

Az {\displaystyle F(x)={\frac {x^{3}}{3}}} függvény az {\displaystyle f(x)=x^{2}} egyik antideriváltja, mivel az {\displaystyle x^{2}} az {\displaystyle {\frac {x^{3}}{3}}} deriváltja. Mivel a konstans függvény deriváltja nulla, így bármilyen tetszőleges konstans hozzáadható {\displaystyle F(x)}-hez, ugyanúgy {\displaystyle f(x)} antideriváltja marad. Ezt a tetszőleges konstanst integrálási konstansnak hívjuk és általában {\displaystyle C}-vel jelöljük, így {\displaystyle f(x)=x^{2}} bármelyik antideriváltja leírható az {\displaystyle F(x)={\frac {x^{3}}{3}}+C} formában. Egy koordinátarendszerben ábrázolva az antideriváltak egymás függőleges irányba történő eltolásai, az eltolás nagysága pedig {\displaystyle C}-től függ.
Fizikában, a gyorsulásfüggvény idő szerinti integrálja a sebességfüggvény. Ebben az esetben az integrálási konstans a kezdeti sebesség, melynek idő szerinti deriváltja (mivel konstans) nulla, így az nincs hatással a gyorsulásra. Ugyanez a módszer érvényes a mozgást leíró többi mennyiségre is, így az integrálás szerves kapcsolatot hoz létre a gyorsulás, a sebesség és az elmozdulás között.

## Tulajdonságok
Az antideriváltak a határozott integrálok számításánál hasznosan felhasználhatók, alkalmazva a Newton–Leibniz-tételt: ha {\displaystyle F} egy integrálható {\displaystyle f} függvény antideriváltja, akkor:
{\displaystyle \int _{a}^{b}f(x)\,dx=F(b)-F(a).}
Ezért az adott {\displaystyle f} függvény végtelenül sok antideriváltját néha {\displaystyle f} "határozatlan integráljának" is hívják, és határok nélküli integráljellel jelölik:
{\displaystyle \int f(x)\,dx.}
Ha {\displaystyle F} az {\displaystyle f} egy tetszőleges intervallumon definiált függvény egyik antideriváltja, akkor {\displaystyle f} bármely {\displaystyle G} antideriváltja {\displaystyle F}-től csupán egy konstansban különbözik. Így létezik egy {\displaystyle C} konstans úgy, hogy: {\displaystyle G(x)=F(x)+C}. Az integrálási konstans {\displaystyle C} a határozott integrálás során nulla lesz, így az integrál Newton–Leibniz-formulával való kiszámításakor bármely primitív függvényt használhatjuk, vagyis {\displaystyle C} értéke tetszőleges lehet.
Ha {\displaystyle F} értelmezési tartománya kettő vagy több (nyílt) intervallum diszjunkt uniója, akkor különböző konstansok választhatók minden egyes intervallumra. Például:
{\displaystyle F(x)={\begin{cases}-{\frac {1}{x}}+C_{1}\quad x<0\\-{\frac {1}{x}}+C_{2}\quad x>0\end{cases}}}
A fenti függvények adják az {\displaystyle f(x)=1/x^{2}} függvény legáltalánosabb antideriváltját a {\displaystyle (-\infty ,0)\cup (0,\infty )} értelmezési tartományban.
Minden {\displaystyle f} folytonos függvénynek van antideriváltja; egy {\displaystyle F} antiderivált meghatározható az {\displaystyle f} függvény határozott integráljával, a felső integrálási határ variálásával:
{\displaystyle F(x)=\int _{a}^{x}f(t)\,dt,}
bármely {\displaystyle a}-ra a függvény értelmezési tartományában. Az alsó határ változtatásával további antideriváltakat kapunk (de nem szükségszerűen az összeset). Ez egy másik formája a Newton–Leibniz-tételnek.
Számos függvénynek létezik antideriváltja, melyet nem lehet kifejezni elemi függvényként (mint például polinomok, exponenciális függvények, logaritmusok, trigonometrikus függvények és ezek kombinációi). Ilyen antideriváltak például:
{\displaystyle \int e^{-x^{2}}\,dx,\qquad \int \sin(x^{2})\,dx,\qquad \int {\frac {\sin(x)}{x}}\,dx,\qquad \int {\frac {1}{\ln x}}\,dx,\qquad \int x^{x}\,dx.}

## Integrálási technikák
Elemi függvények antideriváltjainak megtalálása nehezebb feladat, mint a deriváltjainak megtalálása (kiszámítása). Néhány elemi függvény antideriváltjait lehetetlen megtalálni más elemi függvények segítségével.
Néhány módszer azonban rendelkezésre áll:
- Az integrálás linearitása lehetővé teszi komplikált integrálok feldarabolását egyszerűbb részekre
- Integrálás behelyettesítéssel, ezek gyakran a trigonometrikus azonosságokkal és a természetes logaritmussal kombinálhatók
- Parciális integrálás, függvények szorzatainak integrálására
- Az inverz láncszabály, mely a behelyettesítés speciális esete
- A parciális törtekre bontás polinomok hányadosainak határozatlan integrálásához
- A Risch-algoritmus
- Többszörös integrálok esetén több további technika is használható, lásd például: polárkoordináta-rendszer, Jacobi-mátrix és a Stokes-tétel
- Ha egy függvénynek nincs elemi antideriváltja (például: exp(-x2)), akkor a határozott integrál numerikus integrálási módszerekkel közelíthető
- Komputeralgebra rendszerek, melyek automatizálják a komplex és hosszadalmas műveleteket
- Egy adott {\displaystyle f} függvény ismétlődő antideriváltjának a kiszámításához a Cauchy-féle ismétlődő integrálást lehet alkalmazni:

{\displaystyle \int _{x_{0}}^{x}\int _{x_{0}}^{x_{1}}\dots \int _{x_{0}}^{x_{n-1}}f(x_{n})\,dx_{n}\dots \,dx_{2}\,dx_{1}=\int _{x_{0}}^{x}f(t){\frac {(x-t)^{n-1}}{(n-1)!}}\,dt.}

## Nem folytonos függvények antideriváltjai
Nem folytonos függvényeknek is lehetnek antideriváltjaik. Miközben vannak még nyílt kérdések ezen a területen, azt tudjuk, hogy:
- néhány patologikus függvénynek, melyeknek számos nem-folytonos tartománya van, is lehet antideriváltja
- néhány esetben ezen függvények antideriváltját akár Riemann-integrálással is meg lehet találni, viszont létezik olyan patologikus függvény, mely nem Riemann-integrálható

Tegyük fel, hogy a függvények értelmezési tartományai nyílt intervallumok:
- szükséges, de nem elégséges feltétel, hogy egy függvénynek antideriváltja legyen, az, hogy teljesüljön rá a Bolzano-tétel: ha {\displaystyle f} függvény értelmezési tartományának {\displaystyle [a,b]} egy részintervalluma, és {\displaystyle d} bármely valós szám {\displaystyle f(a)} és {\displaystyle f(b)} között, akkor létezik egy olyan {\displaystyle c} valós szám {\displaystyle a} és {\displaystyle b} között, melyre teljesül {\displaystyle f(c)=d}.

Ahhoz, hogy ezt lássuk, legyen {\displaystyle f} antideriváltja {\displaystyle F}, és definiáljuk a folytonos {\displaystyle g(x)=F(x)-d\cdot x} függvényt egy zárt {\displaystyle [a,b]} intervallumban. Ekkor {\displaystyle g}-nek vagy maximuma, vagy minimuma {\displaystyle c} a nyílt {\displaystyle (a,b)} intervallumban, és így {\displaystyle 0=g'(c)=f(c)-d}.
- Az {\displaystyle f} függvény diszkontinuitásának egy első kategóriájú halmaznak kell lennie. Ennek a halmaznak továbbá F-sigma halmaznak (tehát zárt halmazok megszámlálható uniójának) is lennie kell (mivel bármely függvény diszkontinuitási halmaza F-sigma). Továbbá, bármely első kategóriájú F-sigma halmazra előállítható egy f függvény, melynek létezik antideriváltja, diszkontinuitásainak halmaza pedig az adott halmaz.
- Ha {\displaystyle f}-nek van antideriváltja, az értelmezési tartományának egy zárt véges részintervallumában korlátos és a diszkontinuitások halmazának Lebesgue-mértéke 0, akkor az antiderivált Lebesgue-integrálással megtalálható.
- Ha {\displaystyle f}-nek egy zárt {\displaystyle [a,b]} intervallumon létezik egy {\displaystyle F} antideriváltja, akkor bármely {\displaystyle a=x_{0}<x_{1}<x_{2}<\dots <x_{n}=b} partícióra ha kiválasztunk a Lagrange-féle középértéktétel által meghatározott {\displaystyle x_{i}^{*}\in [x_{i-1},x_{i}]} pontokat, akkor a megfelelő Riemann-összeg 'teleszkópol' az {\displaystyle F(b)-F(a)} értékhez.

{\displaystyle {\begin{aligned}\sum _{i=1}^{n}f(x_{i}^{*})(x_{i}-x_{i-1})&=\sum _{i=1}^{n}[F(x_{i})-F(x_{i-1})]\\&=F(x_{n})-F(x_{0})=F(b)-F(a)\end{aligned}}}
Azonban, ha {\displaystyle f} nem korlátos, vagy {\displaystyle f} korlátos, de a diszkontinuitásainak halmazának Lebesgue-mértéke pozitív, különbözően választott {\displaystyle x_{i}^{*}} pontok jelentősen más értéket adhatnak a Riemann-összegre, függetlenül attól, milyen sűrű a partíció.

## Fordítás
Ez a szócikk részben vagy egészben  az   Antiderivative című angol Wikipédia-szócikk fordításán alapul.  Az eredeti cikk szerkesztőit annak laptörténete sorolja fel. Ez a jelzés csupán a megfogalmazás eredetét és a szerzői jogokat jelzi, nem szolgál a cikkben szereplő információk forrásmegjelöléseként.